# Percival Allen
Percival Allen FRS (15 mars 1917 - 3 avril 2008) est un géologue britannique. Il est professeur et chef de département à Reading à partir de 1952 et devient professeur émérite à sa retraite en 1982. Il reçoit un doctorat honorifique en 1992 .
Le professeur Allen organise la réunion fondatrice du British Sedimentological Research Group qui se tient à Reading les 16 et 17 novembre 1962, pour célébrer l'ouverture du nouveau laboratoire de recherche sur la sédimentologie de cette université .
En mars 1973, il est élu membre de la Royal Society .
Le prix de la médaille Percival Allen est créé en 2006 par le comité exécutif de l'Association des sociétés géologiques européennes et est décerné tous les deux ans à un géoscientifique pour ses réalisations exceptionnelles dans le domaine des relations internationales en sciences de la Terre .